# 盾果草
盾果草（学名：Thyrocarpus sampsonii）为紫草科盾果草属的植物。分布在台湾岛、越南以及中国大陆的安徽、湖南、广东、江苏、云南、浙江、河南、贵州、四川、江西、广西、湖北、陕西等地，生长于海拔200米至1,600米的地区，多生在山坡草丛或灌丛下，目前尚未由人工引种栽培。